# René Bougnol
René Bougnol (Montpellier, 7 de enero de 1911-Montpellier, 20 de junio de 1956) fue un deportista francés que compitió en esgrima, especialista en las modalidades de florete y espada.
Participó en cuatro Juegos Olímpicos de Verano entre los años 1932 y 1952, obteniendo en total tres medallas: oro en Los Ángeles 1932, plata en Berlín 1936 y oro en Londres 1948. Ganó doce medallas en el Campeonato Mundial de Esgrima entre los años 1930 y 1951.

## Palmarés internacional
| Juegos Olímpicos   | Juegos Olímpicos             | Juegos Olímpicos | Juegos Olímpicos    |
| Año                | Lugar                        | Medalla          | Prueba              |
| ------------------ | ---------------------------- | ---------------- | ------------------- |
| 1932               | Los Ángeles (Estados Unidos) | Medalla de oro   | Florete por equipos |
| 1936               | Berlín (Alemania)            | Medalla de plata | Florete por equipos |
| 1948               | Londres (Reino Unido)        | Medalla de oro   | Florete por equipos |
| Campeonato Mundial |                              |                  |                     |
| Año                | Lugar                        | Medalla          | Prueba              |
| 1930               | Lieja (Bélgica)              | Medalla de plata | Florete por equipos |
| 1934               | Varsovia (Polonia)           | Medalla de plata | Florete por equipos |
| 1935               | Lausana (Suiza)              | Medalla de plata | Florete por equipos |
| 1937               | París (Francia)              | Medalla de plata | Florete por equipos |
| 1938               | Pieštany (Checoslovaquia)    | Medalla de plata | Florete por equipos |
| 1947               | Lisboa (Portugal)            | Medalla de oro   | Florete por equipos |
| 1949               | El Cairo (Egipto)            | Medalla de plata | Espada individual   |
| 1949               | El Cairo (Egipto)            | Medalla de plata | Florete por equipos |
| 1950               | Montecarlo (Mónaco)          | Medalla de plata | Espada por equipos  |
| 1950               | Montecarlo (Mónaco)          | Medalla de plata | Florete por equipos |
| 1951               | Estocolmo (Suecia)           | Medalla de oro   | Espada por equipos  |
| 1951               | Estocolmo (Suecia)           | Medalla de oro   | Florete por equipos |